# Sudamericidae
De Sudamericidae zijn een familie van uitgestorven zoogdieren uit de orde Gondwanatheria. Het waren herbivoren die van het Laat-Krijt tot in het Vroeg-Mioceen op het zuidelijk halfrond leefden.  
De Sudamericidae bestaat uit zes geslachten: Lavanify en Vintana uit het Krijt van Madagaskar, Bharattherium uit het Krijt van India, Gondwanatherium uit het Krijt van Argentinië, Sudamerica uit het Paleoceen van Argentinië en Patagonia uit het Mioceen van Argentinië. Daarnaast zijn er naamloze sudamericiden bekend uit het Krijt van Tanzania en het Eoceen van Antarctica. 
De Groeberiidae is de nauwste verwant van de Sudamericidae binnen de Gondwanatheria.

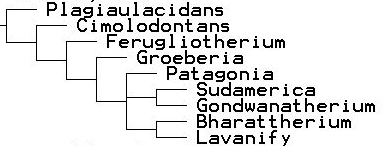
Cladogram van de Sudamericidae